# Maybellene
Denna artikel handlar om en sången av Chuck Berry. För information om ett kosmetikaföretag, se Maybelline
Maybellene är en sång av Chuck Berry, och även dennes debutsingel, som blev utgiven i juli 1955 på Chess Records. Låten blev hans första singelhit. Chuck Berry som kommit med två låtar till skivbolagsdirektören Leonard Chess hade hoppats att han skulle intressera sig för vad som skulle bli "Maybellene"s b-sida, "Wee Wee Hours". Men Chess blev istället mest imponerad av den medryckande "Maybellene" och tyckte den hade hitpotential, något han fick rätt i. Låten finns upptagen i Rock and Roll Hall of Fames lista "500 låtar som skapade rock'n'roll".
Johnny Rivers fick 1964 en hit med en cover av låten. Hans version nådde #12 på Billboard Hot 100. Hellzephyrs och Kalle Moraeus har var för sig gjort en svensk version, "Maj Lundin".

## Listplaceringar
- Billboard Hot 100, USA: #5[1]
- Billboard R&B Chart: #1